# In Hell – Rage Unleashed
In Hell – Rage Unleashed ist ein US-amerikanischer Gefängnis- und Actionfilm von Regisseur Ringo Lam aus dem Jahr 2003.

## Handlung
Der amerikanische Architekt Kyle LeBlanc lebt und arbeitet mit seiner Frau Grey für ein paar Monate in Russland. Eines Abends kommt er von der Arbeit und trifft auf einen Einbrecher, der Grey überfallen, vergewaltigt und erstochen hat. Er nimmt sofort die Verfolgung des Mörders auf und stellt ihn schließlich. Es kommt zu einem Gerichtsverfahren, in dem der Einbrecher von einem korrupten Richter freigesprochen wird. Kyle greift nach der Pistole eines Polizeibeamten und erschießt den Mörder seiner Frau noch im Gerichtsgebäude, was Kyle infolgedessen eine lebenslange Haftstrafe ohne Möglichkeit vorzeitiger Haftentlassung in einem der härtesten Gefängnisse Russlands einbringt.
Im Kravavi-Gefängnis erwartet ihn die Hölle, da hier von der Gefängnisleitung geduldete und organisierte despotische Zustände herrschen. Rivalisierende Banden terrorisieren und beherrschen die Gefangenen, Gefängniswärter verkaufen Gefangene für „sexuelle Gefälligkeiten“ an Mitgefangene, wie z. B. den jungen US-Amerikaner Billy, der gleichzeitig mit Kyle seine Haftstrafe antrat. Mit ihm sowie den Mitinsassen Coolhand und dem Dealer Malakai entwickeln sich freundschaftliche Verhältnisse für Kyle. Des Weiteren organisiert der Anstaltsdirektor Faustkämpfe ohne Regeln, die erbarmungslos bis zum Tod eines Kontrahenten geführt werden, um sich und erlesene Gäste zu unterhalten. Zudem gehört für die Häftlinge harte körperliche Zwangsarbeit zur Tagesordnung, die von bewaffneten Soldaten überwacht wird.
Der Gefängnisalltag wird für Kyle endgültig zur Qual, als er zum Ziel russischer Mafiosi wird, die sich an ihm vergreifen wollen, mit denen er jedoch schon zuvor in Konflikt geraten war. Nach einer Auseinandersetzung mit einem Mafiosi-Häftling und da Kyle sich weigert, für Hafterleichterungen die Wärter zu bestechen, sperren diese ihn in ein Verlies. Hier verliert Kyle anfangs seinen Lebenswillen, bis ihn eines Tages eine Motte wieder ins „rechte Licht“ führt. Aus seiner Isolationshaft befreit steckt man Kyle, der sich immer noch weigert, die Wärter zu bestechen, zu einem gefürchteten Mörder namens 451, der schon einige Zellengenossen getötet hatte. Nach anfänglichen Differenzen lässt der belesene Mitinsasse von Kyle ab, da er nur seine Ruhe haben möchte, sodass Kyle genug Zeit hat, seinen Körper zu trainieren und sich letztlich mit 451 anfreundet.
Kyle entwickelt sich zu einer Kampfmaschine, bemerkt jedoch spätestens nach Billys Ableben nachfolgend eines tödlichen – von den Wächtern geduldeten – Übergriffs durch einen Mithäftling die Sinnlosigkeit der von der Gefängnisleitung organisierten Machenschaften und Kämpfe sowie dass die ausgewählten Kämpfer lediglich Marionetten des Direktors und seiner erlesenen Gesellschaft sind, die sich mit Wetteinsätzen an den Kämpfen erfreut. 451 rächt sich später für Billys Tötung mit der Ermordung Malakais. Letzterer hatte zuvor durch einen – mit Hafterleichterungen für ihn belohnten – Verrat des von Billy geplanten Gefängnisausbruches ein noch härteres Vorgehen seitens der Wachen an Billy provoziert und somit auch dessen Tod wesentlich mitherbeigeführt. Coolhand war bereits bei einem vorherigen mit Billy zusammen durchgeführten Fluchtversuch durch bewaffnete Gefängnisaufseher ums Leben gekommen.
Kyle versteht infolge der Geschehnisse zusehends, dass das Mitmachen bei den brutalen Kämpfen das System zusätzlich unterstützt und immer nur für die beteiligten Gefangenen nachteilig ist. Er beschließt also fortan, nicht mehr zu kämpfen. Hier fällt der philosophische Satz, dass jedes (Terror-)System stürzbar ist, wenn die Beteiligten geschlossen nicht mehr mitmachen. Kyle verweigert also den Kampf, indem er sich auf den Kampfplatz hockt und auch auf die Attacken seines irritierten Gegenüber nicht reagiert. Dieser stellt die Attacken ein.
Kyles Boykott der Kämpfe und Ablehnung von Gewalt bringt die Gefängnisleitung in Rage und führt kurzzeitig zu einem blutigen Aufstand gegen die Gefängnisleitung, da sich die Banden innerhalb des Gefängnisses, Kyles Beispiel der Konfliktlosigkeit folgend, gegen die Gefängnisleitung einig zeigen und sich nicht mehr gegenseitig bekriegen. Nachdem die Revolte durch die Anstaltsleitung niedergeschlagen wurde, beschließt Kyle, mit Hilfe von 451 zu fliehen, der über Aufzeichnungen sämtlicher Todesfälle im Gefängnis verfügt. Hierfür muss Kyle noch zu einem letzten Kampf antreten, von dessen Notwendigkeit ihn 451 überzeugt hat und in dessen Verlauf er es jetzt sogar schafft, den bisher stärksten Kämpfer zu besiegen. Im folgenden Fluchtversuch überwältigen die beiden dann zwei Wärter, Kyle verkleidet sich anschließend als Wachpersonal und flüchtet ungehindert mit dem Dienstwagen des Generals, während 451 die Gelegenheit nutzt, um dem Anstaltsdirektor in seinem Büro einen „letzten Besuch“ abzustatten und ihn schließlich tötet. Nachfolgend ergibt sich 451 den heranrückenden Gefängniswärtern widerstandslos. Sein Schicksal bleibt ungewiss.
In einer Abschlussbemerkung wird die Flucht Kyles und das damit verbundene Verbringen der Aufzeichnungen über die Zustände in dem Gefängnis an die Öffentlichkeit als Grund für die nachfolgende Schließung des Kravavi-Gefängnisses nahegelegt.

## Kritik
Das Lexikon des internationalen Films urteilte: „Gefängnis-Thriller mit einigen Härten. Die Gratwanderung zwischen expliziter Gewaltdarstellung und Kritik an einem gewalttätigen System gelingt weitgehend, während die psychologische Entwicklung der Hauptfigur weniger überzeugt.“
Prison-Movies.net beurteilt diesen Film wohl gerade wegen der extremen Gewaltdarstellung innerhalb dieses russischen Gefängnisses und der Schluss-Message der schlussendlich durch einen Amerikaner möglich gemachten Schließung dieses Gefängnisses als eine „furchtbare Übung in amerikanischem Chauvinismus von einem chinesischen Regisseur und einem belgischen Schauspieler“ („awful exercise in American chauvinism from a Chinese director and Belgian actor“).

## Wissenswertes
- Der Film wurde vorwiegend in Bulgarien gedreht, um die Produktionskosten niedrig zu halten.[5]
- Das Budget des Filmes betrug etwa 17 Millionen Dollar.
- Der Film wurde für den Video- und DVD-Vertrieb produziert.